# 陌路人
《陌路人》（英語：The Stranger）是一部2022年澳大利亞犯罪驚悚片，改編自凱特·基里亞庫（Kate Kyriacou）的2018年書籍《誘捕：捉住丹尼爾·莫科姆殺手的臥底行動》（The Sting: The Undercover Operation That Caught Daniel Morcombe’s Killer），故事原型為2003年丹尼爾·莫科姆謀殺案。電影由湯瑪士·M·萊特執導兼編劇，喬爾·埃哲頓和西恩·哈里斯領銜主演。劇情講述臥底警察與謀殺嫌疑犯在飛機上交談，建立起深刻的友誼，以讓對方招供。
片名最初為《無名之人》（The Unknown Man）。電影2022年5月18日在第75屆坎城影展全球首映；傳送影業定檔2022年10月6日在澳大利亞上映，10月19日在Netflix全球上線。

## 演員
- 喬爾·埃哲頓飾演馬克（Mark）[4]
- 西恩·哈里斯飾演亨利·蒂格（Henry Teague）[4]
- 史蒂夫·莫薩基斯（英语：Steve Mouzakis）飾演保羅（Paul）[5]
- 賈達·艾伯茲（英语：Jada Alberts）飾演瑞萊特警探（Detective Rylett）[5]
- 布蘭登·庫尼（Brendan Cooney）飾演維州高階警探（Senior Victorian Detective）[6]
- 邁克·福南德（Mike Foenander）飾演大塊頭（Heavy Man）[5]
- 艾倫·杜克斯（Alan Dukes）飾演約翰（John）[5]
- 馬修·桑德蘭（英语：Matthew Sunderland）飾演調度員／清潔員（Controller / Cleaner）[6]
- 傑夫·朗（英语：Jeff Lang）飾演美利肯工友（Milliken Offsider）[6]

## 製作
電影最初命名為《無名之人》（The Unknown Man），改編自凱特·基里亞庫（Kate Kyriacou）的2018年書籍《誘捕：捉住丹尼爾·莫科姆殺手的臥底行動》（The Sting: The Undercover Operation That Caught Daniel Morcombe’s Killer），故事原型為2003年丹尼爾·莫科姆謀殺案，涉及昆士蘭13歲的丹尼爾·莫科姆失蹤及謀殺的真實案件；莫科姆2003年12月7日在陽光海岸的一座橋下等公車時遭布雷特·彼得·考恩綁架，考恩在臥底警察偽裝成犯罪集團成員的秘密錄音中供認了罪行，警方2011年在陽光海岸腹地的叢林中找到了丹尼爾的遺骸。2014年，考恩被判綁架和謀殺少年罪名成立，判處無期徒刑，最低不得假釋期限為二十年。
《陌路人》由湯瑪士·M·萊特執導兼編劇，蹺蹺板影業、匿名內容公司和藍舌影業製作，最初在2020年2月柏林影展的歐洲電影市場（European Film Market）上對外公布並尋找買家。2020年4月，喬爾·埃哲頓和西恩·哈里斯簽約擔任主演，埃哲頓亦身兼監製；電影預定在南澳大利亞州拍攝，但此時正逢COVID-19疫情，導致拍攝作業暫時受到限制。電影還獲得澳大利亞銀幕及南澳影业公司的資金支持。埃哲頓和哈里斯先前曾在電影《國王》（2019年）和《綠騎士》（2021年）中合作過。萊特將《陌路人》描述為：「需要關注和投入、觀眾得以傾心並陷入其中的電影，在細節上寫真且逼真，但同時也具備身臨其境的帶入感及電影感。」
主要拍攝2020年10月29日在南澳大利亞州展開。

## 發行
《陌路人》2022年5月18日登上第75屆坎城影展舉行全球首映。傳送影業將電影定檔2022年10月6日在澳大利亞院線上映。Netflix2022年8月4日收購本片的全球發行權，定於10月19日上線。

## 反響
《陌路人》在爛番茄網站上基於20篇評論，新鮮度95%，平均得分8／10。

## 爭議
《陌路人》在各大影展放映後，丹尼爾·莫科姆的父母表示不待見本片，批評電影製片人「從從令人髮指的罪行中賺錢」，對受害的兒子「不尊重」。片方則回應「出於我們對家人最深切的尊重，片中從未提及受害者的名字。」「本片沒有描述謀殺的任何細節，也沒有以任何形式來代表這家子，」「相反地，本片講述了不知名的警察專業人員的故事，他們付出了多年的生命、身心健康以及喜愛的一切來解決此案件。」更補充電影剛開始開發時，製片人聯繫了莫科姆家並讓他們瞭解本片，對方拒絕參與其中，片方對此予以尊重。墨爾本國際影展的一位發言人表示，本片「尊重並承認家族對這部電影所表達的悲傷、痛苦和傷害」，「沒有提到受害者的名字，也沒有在電影中出現家人。」所以影展仍堅持放映本片。

## 外部連結
- 互联网电影数据库（IMDb）上《陌路人》的资料（英文）
- 爛番茄上《陌路人》的資料（英文）